# 데니즈 디노비
데니즈 디노비(영어: Denise Di Novi, 1956년 3월 21일 ~ )는 미국의 영화 프로듀서이다. 1990년대 《가위손》을 시작으로 팀 버튼 감독의 영화를 제작했다. 아버지는 재즈 피아니스트 진 디노비다.

## 제작 작품 목록
- 헤더스(1988)
- 인조 인간 애플게이트(1990)
- 가위손(1990)
- 배트맨 리턴즈(1992)
- 팀 버튼의 크리스마스 악몽(1993)
- 못말리는 초보 선원(1994)
- 에드 우드(1994)
- 작은 아씨들(1994)
- 제임스와 거대한 복숭아(1996)
- 덤 앤 더머 서부시대로 가다(1998)
- 프랙티컬 매직(1998)
- 병 속에 든 편지(1999)
- 해피 캠퍼스(2001)
- 오리지널 씬(2001)
- 워크 투 리멤버(2002)
- 왓 어 걸 원츠(2003)
- 뉴욕 미니트(2004)
- 캣우먼(2004)
- 청바지 돌려 입기(2005)
- 럭키 유(2007)
- 청바지 돌려 입기 2(2008)
- 나이트 인 로댄스(2008)
- 라모나 & 비저스(2010)
- 몬테 카를로(2011)
- 크레이지, 스투피드, 러브(2011)
- 럭키 원(2012)
- 유아 낫 유(2014)
- 베스트 오브 미(2014)
- 포커스(2015)
- 언포겟터블(2017) - 본인 감독 작품
- 작은 아씨들(2019)
- 하늘은 어디에나 있어(2022)